# Mangangruppe
| Gruppe  | 7      |
| Periode |        |
| 4       | 25 Mn  |
| 5       | 43 Tc  |
| 6       | 75 Re  |
| 7       | 107 Bh |

In der 7. Gruppe des Periodensystems sind die Elemente Mangan, Technetium, Rhenium und das erstmals 1977 hergestellte Element 107 Bohrium enthalten. Die Gruppe wird auch nach ihrem ersten Mitglied als Mangangruppe bezeichnet.
Die Metalle der Gruppe weisen ähnliche chemische Eigenschaften in Form der Oxidationsstufen +2, +3, +4, +6 und +7 auf, wobei sich Rhenium und Technetium eher ähneln. Dies ist durch die aufgrund der Lanthanoidenkontraktion nahezu identischen Atom- und Ionenradien von Rhenium und Technetium begründet. Mangan zeigt dabei stabilste Verbindungen in den Stufen +2, +4 und +7, während die höheren Homologen eher die Stufen +3, +4 und +7 bevorzugen.
Mangan ist mit etwa 0,1 % ein in der Erdhülle häufig vorkommendes Übergangsmetall. Technetium war das erste künstlich hergestellte Element. Das seltene (0,7 ppb in der Erdkruste) Rhenium besitzt mit 5869 K (5596 °C) nach Wolfram 6203 K (5930 °C) den zweithöchsten Siedepunkt aller Metalle.
Mangan und Rhenium haben technische Bedeutung als Bestandteile von Legierungen, vorwiegend mit Eisen, sowie in Verbindungen als Katalysatoren. Auch in Organismen ist Mangan in Metalloenzymen an katalytischen Vorgängen beteiligt.
| Eigenschaften der Mangangruppenmetalle |                    |                       |                         |         |
| Name                                   | Mangan             | Technetium            | Rhenium                 | Bohrium |
| Schmelzpunkt                           | 1517 K (1244 °C)   | 2430 K (2157 °C)      | 3459 K (3186 °C)        | ?       |
| Siedepunkt                             | 2235 K (1962 °C)   | 5150 K (4877 °C)      | 5869 K (5596 °C)        | ?       |
| Dichte                                 | 7,47 g·cm−3        | 11,5 g·cm−3           | 19,25 g·cm−3            | ?       |
| Aussehen                               | silbrig metallisch | silbergrau metallisch | weißglänzend metallisch | ?       |
| Atomradius                             | 140 pm             | 135 pm                | 135 pm                  | ?       |

Die Metalle
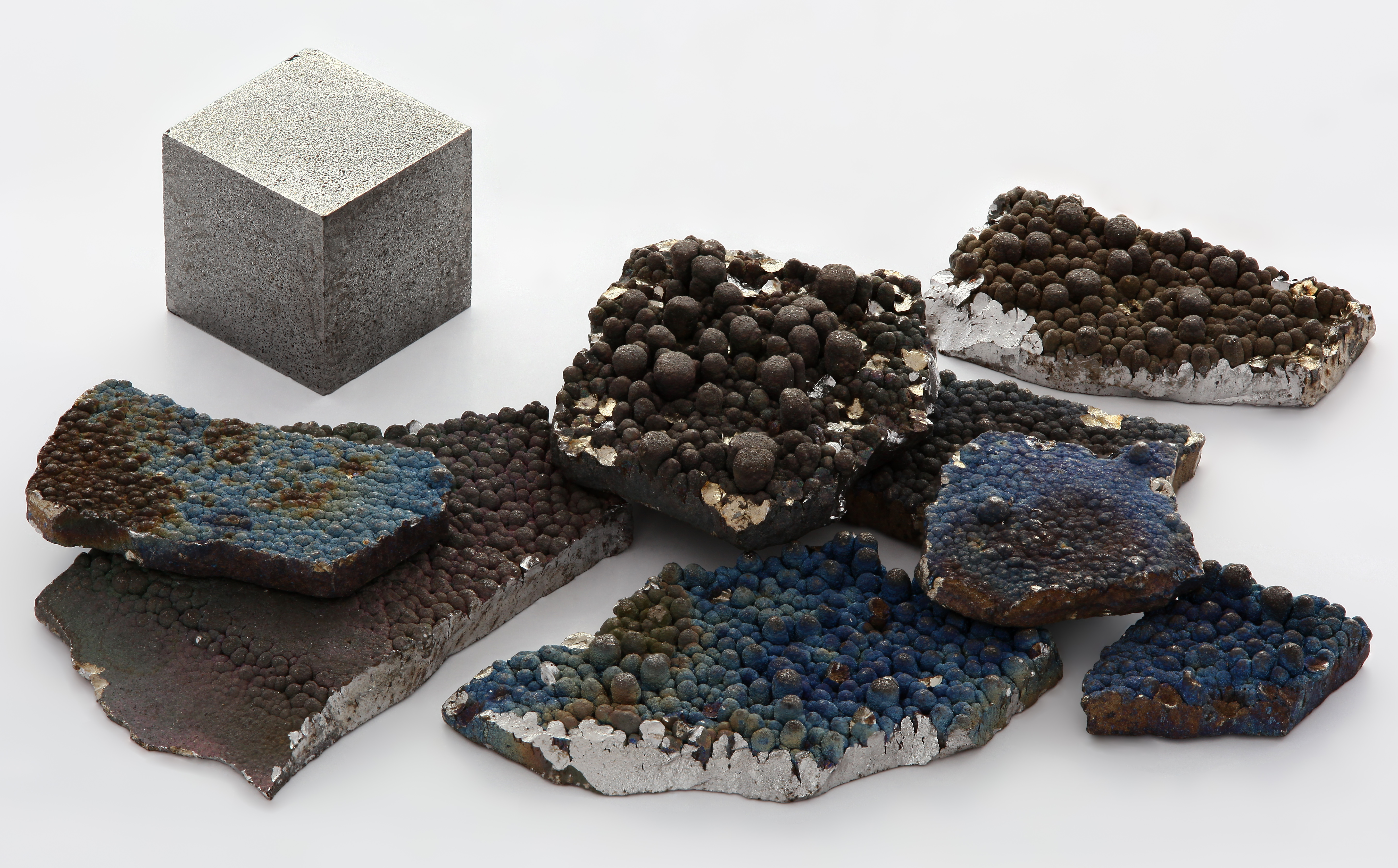
Mangan, Elektrolytchips, 99,99 %
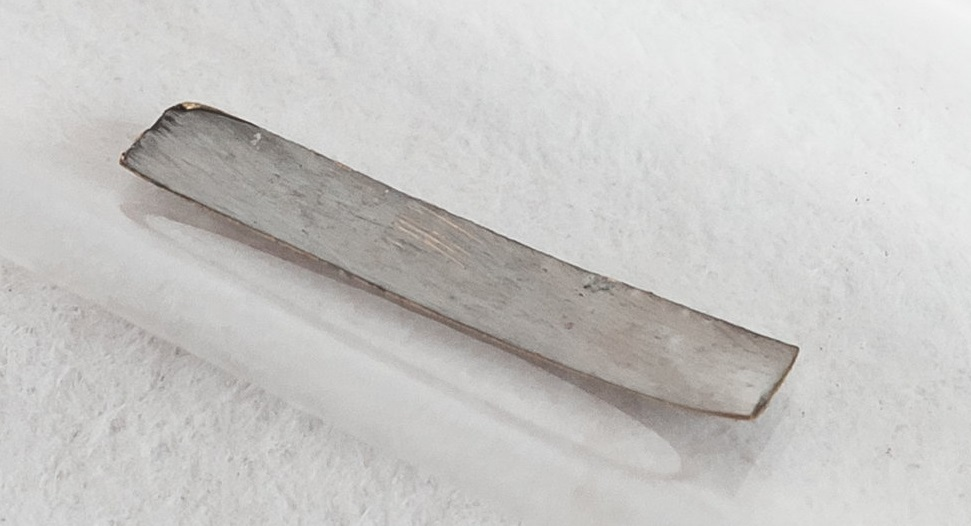
Eine dünne Schicht von elementarem Technetium auf Goldfolie
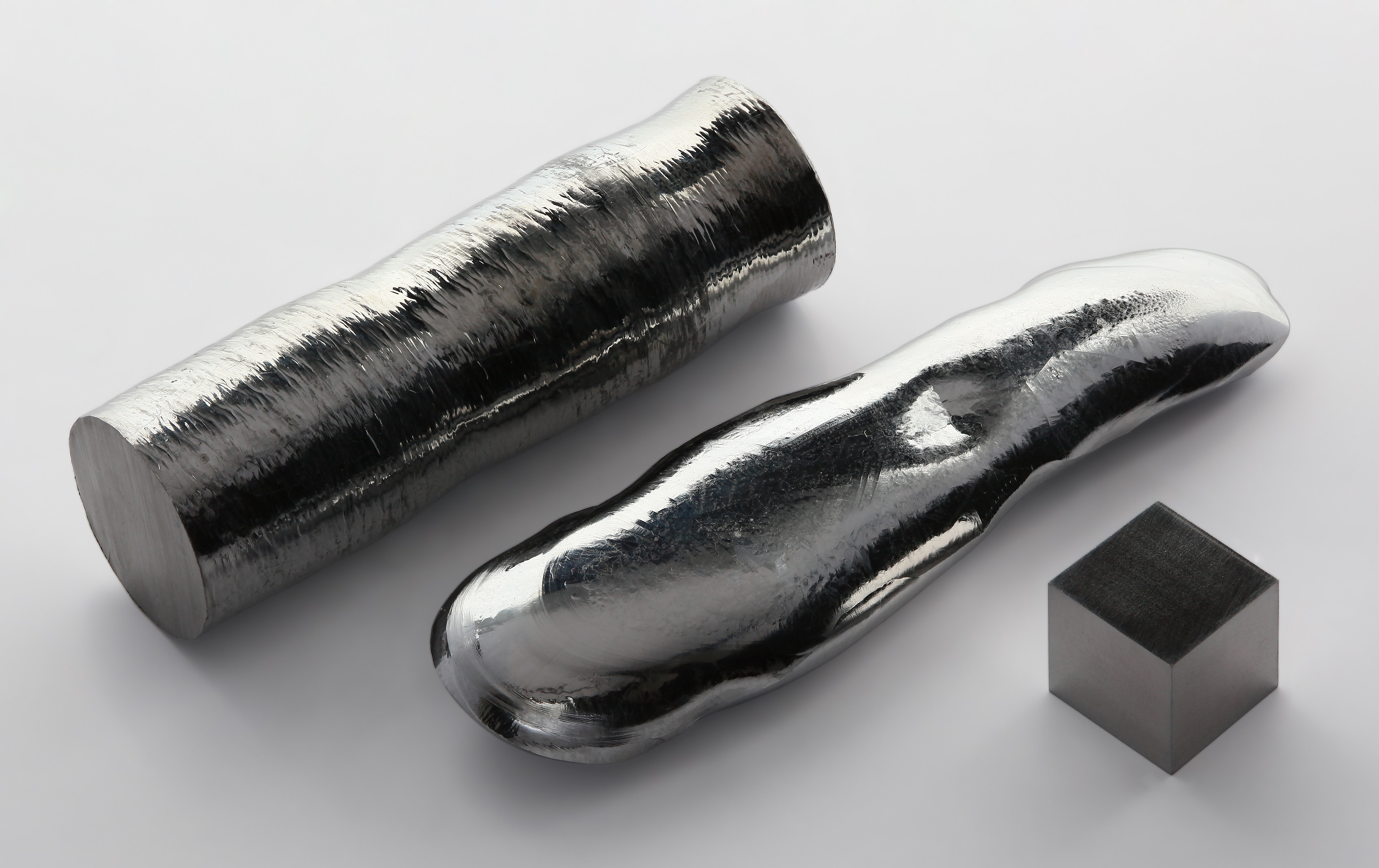
Rhenium, Einkristall 99,999 %, Barren, 99,995 %